# ميراندا راي مايو
ميراندا راي مايو (بالإنجليزية: Miranda Rae Mayo)‏ هي عارضة وممثلة أمريكية، ولدت في 14 أغسطس 1990 بفريسنو في الولايات المتحدة.

## أعمال

### أفلام
- (2015) نحن أصدقاؤك

## وصلات خارجية
- ميراندا راي مايو على موقع IMDb (الإنجليزية)
- ميراندا راي مايو على موقع ألو سيني (الفرنسية)
- ميراندا راي مايو على موقع قاعدة بيانات الفيلم (الإنجليزية)